# Emyr Humphreys
Emyr Humphreys (* 15. April 1919 in Prestatyn, Flintshire; † 30. September 2020 in Llanfairpwllgwyngyll, Wales) war ein walisischer Schriftsteller.

## Leben
Humphreys wurde 1919 als Sohn eines Lehrers geboren. Er studierte Geschichte am University College of Wales in Aberystwyth sowie am University College in Bangor. Emyr Humphreys arbeitete als Landarbeiter. Nach dem Zweiten Weltkrieg war er als Lehrer und von 1955 bis 1965 als Regisseur bei der BBC beschäftigt. Von 1965 bis 1972 schloss sich eine Tätigkeit als Dozent für Drama am University College in Bangor an. Ab 1972 wirkte er als freischaffender Schriftsteller und Kritiker.
Emyr Humphreys veröffentlichte neben Romanen auch Libretti, Stücke, Kurzgeschichten und Gedichte. Überwiegend verfasste er seine Werke in englischer Sprache, zum Teil jedoch auch in Walisisch. 
Für seinen 1952 veröffentlichten Roman Hear and Forgive erhielt er 1953 den Somerset Maugham Award.

## Werke (Auswahl)
- The Little Kingdom, Roman, 1946
- The Voice of Stranger, Roman, 1949
- A Change of Heart, Roman, 1951
- Hear and Forgive, Roman, 1952
- A Man’s Estate, Roman, 1955
- The Italian Wife, Roman, 1957
- A Toy Epic, Roman, 1958
- The Gift, Roman, 1963
- Outside the House of Baal, Roman, 1965
- Natives, Kurzgeschichten, 1968
- Roman Dream, Libretto, 1968
- An Apple and a Pig, Libretto, 1969
- Dinah, Stück, 1970 (gemeinsam mit W.S. Jones)
- Ancestor Worship, Gedichte, 1970
- National Winner, Roman, 1971
- Flesh an Blood, Roman, 1974
- Landscapes, Gedichte, 1976
- The Best of Friends, Roman, 1978
- The Kingdom of Brân, Gedichte, 1979
- Pwyll a Rhiannon, Gedichte, 1980
- Salt of the Earth, Roman, 1985
- An Absolute Hero, Roman, 1986
- Drei Stimmen, 2008
- Geister und Fremde, 2009